# Бурка
Бурка (рус. бурка, перс. барак) је чупав крзнени капут без рукава, са длаком окренутом напоље и обореном тако да се вода не може задржавати (носе га сви кавкаски народи). Ова реч је у српском језику готово изгубила употребу, сем у неким деловима Војводине где се користи као назив за чобански капут.
Такође ова реч се може понекад чути као буквалан превод енглеске речи burqa, која се најчешће употребљава као назив за женску одећу у исламским земљама (види Бурка (ислам)).

## Извор
- Лексикон страних речи и израза, Милан Вујаклија, Просвета, Београд, (1954)